# Pecixe
Pecixe est une île de Guinée-Bissau. C'est une île côtière appartenant à la région de Cacheu et au secteur de Caió. Sa superficie est de 167 km 2. L'île a une population de 3 207 selon le recensement de 2009; le plus grand village est Cassaca. La langue de l'île est le manjaque, une langue de la Guinée-Bissau avec plus de 72 000 locuteurs au total. L'île Jeta se trouve à l'ouest. Il est à 3 km du continent, à environ 50 km à l'ouest de la capitale Bissau.

## Climat
Cassaga, le plus grand village de l'île, a un climat de savane tropicale (Aw) avec peu de précipitations de novembre à mai et des précipitations abondantes de juin à octobre.